# Malvern (Pennsylvania)
Malvern is een plaats (borough) in de Amerikaanse staat Pennsylvania, en valt bestuurlijk gezien onder Chester County.

## Demografie
Bij de volkstelling in 2000 werd het aantal inwoners vastgesteld op 3059. In 2006 is het aantal inwoners door het United States Census Bureau geschat op 3108, een stijging van 49 (1,6%).

## Geografie
Volgens het United States Census Bureau beslaat de plaats een oppervlakte van 3,2 km², geheel bestaande uit land. Malvern ligt op ongeveer 61 m boven zeeniveau.

## Plaatsen in de nabije omgeving
De onderstaande figuur toont nabijgelegen plaatsen in een straal van 12 km rond Malvern.